# Turritopsis nutricula
Turritopsis nutricula és una espècie d'hidrozou hidroïdolí de l'ordre dels antoatecats amb un cicle vital en què es reverteix a pòlip després d'arribar a la seva maduració sexual.
És l'únic cas conegut d'un metazou capaç de tornar a un estat d'immaduresa sexual, colonial, després d'haver arribat a la maduresa sexual com a etapa solitària. És capaç de fer-ho mitjançant un procés cel·lular de transdiferenciació. Teòricament, aquest cicle pot repetir-se indefinidament, presentant-se com biològicament immortal. És originària dels mars del Carib però s'ha estès per tot el món.

## Immortalitat biològica
La majoria de les meduses generalment tenen un temps de vida relativament fix, que varia entre espècies des de hores fins a diversos mesos. La medusa de Turritopsis nutricula és l'única forma de vida coneguda que ha desenvolupat la capacitat de tornar a un estat de pòlip, per un procés de transformació específic, que requereix la presència de certs tipus de cèl·lules (teixits de la superfície acampanada de la medusa i del sistema de canals circulatoris). Acurats experiments de laboratori han revelat que, des de qualsevol de les seves etapes (des que neix fins que constitueix un individu sexualment madur), la medusa pot transformar-se de nou en pòlip.
La medusa en transformació es caracteritza primer pel deteriorament de la campana i els tentacles, amb el subsegüent creixement d'un perisarc i estolons i, finalment, de pòlips d'alimentació. Els pòlips es segueixen multiplicant creant més estolons, branques i més pòlips, per formar hidrozous colonials. Aquesta capacitat d'invertir el cicle de vida (en resposta a condicions adverses) és, probablement, única en el regne animal i permet a la medusa evitar la mort, fent que Turritopsis nutricula sigui en potència biològicament immortal. Estudis al laboratori han mostrar que el 100% dels espècimens podien tornar a la fase de pòlip, però fins ara el procés no ha estat observat en la naturalesa, en part perquè el procés és bastant ràpid, i observacions de camp en el moment exacte són improbables.
Malgrat aquesta remarcable habilitat, la majoria de meduses  Turritopsis  solen ser víctimes de les amenaces habituals de la vida del plàncton, incloent-hi ser menjat per altres animals, o morir per una malaltia.